# Dactylolabis mokanica
Dactylolabis mokanica là một loài ruồi trong họ Limoniidae. Chúng phân bố ở miền Cổ bắc.